# Com açúcar, com afeto
Com açúcar, com afeto é uma canção do compositor brasileiro Chico Buarque (1966), feita por encomenda de Nara Leão que "...queria uma música que falasse dessas ternuras de mulher.".
A música, inserida no álbum Chico Buarque de Hollanda - Volume 2, foi gravada por Nara Leão em 1967 e fala de uma mulher submissa, sofredora, "...que espera conformada e carinhosa o seu homem voltar do samba e do bar.".
Com açúcar, com afeto foi a primeira canção em que Chico Buarque interpreta o feminino, talento que se tornaria uma marca registrada do cantor.